# Kanton Beaurepaire-en-Bresse
Beaurepaire-en-Bresse is een voormalig kanton van het Franse departement Saône-et-Loire. Het kanton maakte deel uit van het arrondissement Louhans. Het werd opgeheven bij decreet van 18 februari 2014, met uitwerking op 22 maart 2015.

## Gemeenten
Het kanton Beaurepaire-en-Bresse omvatte de volgende gemeenten:
- Beaurepaire-en-Bresse (hoofdplaats)
- Le Fay
- Montcony
- Sagy
- Saillenard
- Saint-Martin-du-Mont
- Savigny-en-Revermont